# Blå delfinciklid
Blå delfinciklid (Cyrtocara moorii) förekommer i Malawisjön och i Malombesjön i Afrika. Den upptäcktes av J.E.S. Moore och fick senare sitt namn från honom. Under en tid har fisken haft släktnamnet Haplochromis men har återigen fått namnet Cyrtocara, i vilket släkte den är den enda arten. Den blir ungefär 20 cm stor och når en maximal längd av 23 cm, honorna blir något mindre.   
Arten hittas främst i 3 till 15 meter djupa delar av sjöarna där grunden utgörs av sand. Den äter små ryggradslösa djur som ofta grävs fram av större fiskar som tillhör släktet Taeniolethrinops. Blå delfinciklid har inga särskilda parningstider.
Beståndet hotas av överfiske. Enligt uppskattningar minskade hela populationen med 30 procent under de gångna 10 åren (räknad från 2018). IUCN listar arten som sårbar (VU).